# Nokia Eco Sensor
El Nokia Eco Sensor es un prototipo o concepto de teléfono móvil de Nokia elaborado con material reciclado con una pantalla de tipo touchscreen que fue presentado en el MWC del año 2008.

## Características
El Nokia Eco Sensor pose novedosas características, éstas son:
- Vigilar el ambiente
- Atmósfera de gas a nivel de monitor (incluido el monóxido de carbono, partículas suspendidas y ozono a nivel del suelo detectores)
- Sensor de radiación ultravioleta
- Monitoreo del clima
- Sensor de presión de aire
- Sensor de humedad
- Sensor de Temperatura
- Suscripción de alertas a catástrofes ambientales

Está compuesto de dos partes. Una de ellas se lleva en la muñeca, para contestar a las llamadas. La otra puede llevarse en el bolsillo para navegar por internet o enviar mensajes.